# Sigetec Ludbreški
Sigetec Ludbreški – wieś w Chorwacji, w żupanii varażdińskiej, w mieście Ludbreg. W 2011 roku liczyła 667 mieszkańców.